# أرنولد إل. كيركباتريك
أرنولد إل. كيركباتريك (بالإنجليزية: Arnold L. Kirkpatrick)‏ هو مدير فني أمريكي، ولد في 23 ديسمبر 1886 في مقاطعة كولمان في الولايات المتحدة، وتوفي في 5 أبريل 1953 في براونوود في الولايات المتحدة.